# Bacillales
Bacillales är en ordning av grampositiva bakterier inom klassen Bacilli. De flesta stavformiga bakterier inom Bacillales är strikt aeroba,  och kan därför inte leva utan syre. En viktig funktion är att under ogynnsamma förhållanden (torka, brist på mat etcetera) kunna bilda endosporer, ett tillstånd där bakterien internt utgör en slags spor som kan överleva i inväntan på att gynnsamma förhållanden åter skall inträda. Förr kallades det släkte Bacillales tillhörde för Bacillus och familjen Bacillaceae.